# Sahara (američki film iz 1943.)
Sahara je ratni film  Zoltana Korde iz 1943. s  Humphreyjem Bogartom u ulozi američkog tenkovskog zapovjednika u  Egiptu tijekom  Drugog svjetskog rata.
Film je zaradio tri nominacije za Oscara: najbolji zvuk, najbolju fotografiju (crno-bijelu) i najboljeg sporednog glumca  J. Carrola Naisha za njegovu ulogu talijanskog zatvorenika.
Vremenom je stekao kultni status, a smatra se jednim od boljih ratnih filmova snimljenih tijekom Drugog svjetskog rata. 1995. je snimljena televizijska obrada s  Jimom Belushijem u Bogartovoj ulozi.
Film je sniman u propagandne svrhe i za podizanje morala, pa se nije držalo do "povijesne utemeljenosti".

## Radnja
Tenk M3 Lee (kojem je ekipa nadjenula nadimak Lulu Belle), zapovjednika narednika Joea Gunn (Humphrey Bogart), ostaje odvojen od svoje postrojbe tijekom povlačenja od snaga generala  Rommela. U terenskoj bolnici, ekipa pokupi šaroliko društvo vojnika koji su zaostali za svojim jedinicama, među njima britanskog liječnika i francuskog vojnika. Poslije im se pridružuje sudanski vojnik i njegov talijanski zarobljenik, i pilot Luftwaffea koji ih je napao, ali je srušen.
Kako im nestaje vode, prisiljeni su zaobići pustinju dobro označenu na Gunnovoj mapi. Pronalaze je, ali je gotovo prazna, s par kapi vode. Stiže njemački gusjeničar, upada u zasjedu, a gotovo cijela posada je pobijena. Gunn od preživjelih saznaje da ih iz blizine prati njemački bataljun u potrazi za vodom. Odlučuje zastati i poslati jednog svojeg čovjeka po pomoć u zarobljenom njemačkom vozilu. Dvojica njemačkih zarobljenika su puštena kako bi prenijeli ponudu: "oružje za vodu", iako je ima jedva za Gunnove ljude.
Vrelo je u potpunosti presušilo kad su stigli Nijemci. Počinje igra živaca. Gunn se pretvara da je dobro opskrbljen vodom i počne pregovarati kako bi što duže odugovlačio. Na kraju Nijemci napadaju, ali ih ovi uporno odbijaju, međutim, jedan put ubijaju branitelje. Posljednji napad pretvara se u potpunu predaju, a ožednjeli Nijemci pobacaju oružje te počnu pohlepno grabiti po pijesku prema vrelu. Gunn se šokira nakon što otkriva da je njemački oklopnjak koji je eksplodirao u vrelu otvorio novi izvor i napunio vrelo. Gunn i jedan preživjeli saveznik razoružaju Nijemce dok su pili i počnu ih voditi na istok, gdje susreću  Savezničke snage predvođene Gunnovim kurirom. Film završava s viješću o  Montgomeryjevoj pobjedi u  Drugoj bitci kod El Alameina.

## Ratni klišeji
Film je obilježen raznim ratnim filmskim klišejima, ponajviše s tim (kao i u mnogim američkim ratnim filmovima snimljenima tijekom rata) da su junaci kulturno i etnički raznoliki. Svi likovi imaju osobite etničke karakteristike (Britanac, Francuz, Afrikanac, Talijan, Nijemac) koji odražavaju međunarodni opseg  Savezničkih snaga protiv  nacista (zarobljeni talijanski zarobljenik postaje saveznik, kao što su to postali Talijani poslije 1943., za razliku od zarobljenog nacističkog pilota). Američka posada odražava standardni prikaz Amerikanaca u ratnim filmovima, s Danom Duryeaom kao vojnikom iz Brooklyna, Bruceom Bennettom kao  Teksašaninom, dok se Bogartovo podrijetlo ne spominje niti je važno.

## Glumci
Amerikanci:
- Narednik Joe Gunn - Humphrey Bogart
- Jimmy Doyle - Dan Duryea
- 'Waco' Hoyt - Bruce Bennett

Britanci, Francuz i Sudanac:
- Satnik Jason Halliday - Richard Nugent
- Fred Clarkson - Lloyd Bridges
- Osmond 'Ozzie' Bates - Patrick O'Moore
- Peter Stegman - Guy Kingsford
- Marty Williams - Carl Harbord
- Jean 'Frenchie' Leroux - Louis Mercier
- Narednik bojnik Tambul - Rex Ingram

Talijan i Nijemci:
- Giuseppe - J. Carrol Naish
- Satnik von Schletow - Kurt Kreuger
- Bojnik von Falken - John Wengraf

## Vanjske poveznice
- Sahara u internetskoj bazi filmova IMDb-a